# Офсеніца
Офсеніца (рум. Ofsenița) — село у повіті Тіміш в Румунії. Входить до складу комуни Банлок.
Село розташоване на відстані 404 км на захід від Бухареста, 38 км на південь від Тімішоари.

## Населення
За даними перепису населення 2002 року у селі проживали 373 особи.
Національний склад населення села:
| Національність | Кількість осіб | Відсоток |
| -------------- | -------------- | -------- |
| румуни         | 299            | 80,2%    |
| серби          | 18             | 4,8%     |
| українці       | 17             | 4,6%     |
| німці          | 17             | 4,6%     |
| угорці         | 12             | 3,2%     |
| цигани         | 10             | 2,7%     |

Рідною мовою назвали:
| Мова       | Кількість осіб | Відсоток |
| ---------- | -------------- | -------- |
| румунська  | 324            | 86,9%    |
| українська | 17             | 4,6%     |
| німецька   | 12             | 3,2%     |
| циганська  | 9              | 2,4%     |
| угорська   | 8              | 2,1%     |